# Зельґно
Зельґно (пол. Zelgno, нім. Seglein) — село в Польщі, у гміні Хелмжа Торунського повіту Куявсько-Поморського воєводства.
Населення — 295 осіб (2011).
У 1975-1998 роках село належало до Торунського воєводства.

## Демографія
Демографічна структура станом на 31 березня 2011 року:
|          | Загалом | Допрацездатний вік | Працездатний вік | Постпрацездатний вік |
| -------- | ------- | ------------------ | ---------------- | -------------------- |
| Чоловіки | 142     | 32                 | 93               | 17                   |
| Жінки    | 153     | 36                 | 80               | 37                   |
| Разом    | 295     | 68                 | 173              | 54                   |